# Oscar Wallgren
Oscar Wallgren, född 10 november 2000, är en svensk skådespelare och musikalartist.
Wallgren har medverkat i TV-serien Happy jävla Pride där han spelar, Dilan, en av huvudrollerna.

## Filmografi (i urval)
- 2018 – Bilder av Leo
- 2019 – Artur (TV-serie)(röst åt Mordred)
- 2021 – Find me in Paris (TV-serie)(röst åt Simon)
- 2024 – Happy jävla Pride (TV-serie)

## Teater
| År        | Roll                       | Produktion                           | Regi                           | Teater              |  |
| --------- | -------------------------- | ------------------------------------ | ------------------------------ | ------------------- |  |
| 2012      | Ensamble                   | Pippi Långstrump Firar Jul           | Kålle Gunnarsson               | Intiman             |  |
| 2014      | Johan                      | Vi på Saltkråkan                     | Kålle Gunnarsson               | Intiman             |  |
| 2015      | Pelle                      | Karlsson på taket                    | Kålle Gunnarsson               | Teatergläntan       |  |
| 2015      | Lillagubben, Ensamble      | Pippi Långstrump flyttar in          | Kålle Gunnarsson               | Intiman             |  |
| 2016      | Dansare                    | Hej Sverige                          | Hans Marklund                  | Fårösund            |  |
| 2017      | Lumiere                    | Skönheten och Odjuret                | Balder Ljungström              | Oscarsteatern       |  |
| 2017      | Starkey                    | Peter Pan                            | Kålle Gunnarsson               | Intiman             |  |
| 2017      | Ensamble                   | Emil i Lönneberga                    | Kålle Gunnarsson               | Intiman             |  |
| 2018      | Mattisrövare               | Ronja Rövardotter                    | Kålle Gunnarsson               | Teatergläntan       |  |
| 2018      | Dansare                    | Drottning Kristina                   | Hans Marklund                  | Eric Ericssonhallen |  |
| 2019      | Starkey                    | Peter Pan 2                          | Kålle Gunnarsson               | Intiman             |  |
| 2019      | Dansare                    | Borgerskapet 400 år                  | Roine Söderlundh Hans Marklund | Blå Hallen          |  |
| 2018-2019 | Peter Chratchit            | A Christmas Carol                    | Pernilla Isedal                | Folkoperan          |  |
| 2020      | Ensamble, Henry Morganthau | Annie                                | Kålle Gunnarsson               | Intiman             |  |
| 2021      | Basillio                   | Dansfesten i Barcelona (Don Quijote) | Mia Stagh Anneli Alhanko       | Årsta Teater        |  |
| 2022      | Amos Hart                  | Chicago                              | Roger Lybeck                   | Maximteatern        |  |
| 2022      | Marwin Eriksson            | Sviten                               | Lisa Ohlin                     | Intiman             |  |
| 2023      | Max                        | The One                              | Benke Rydman                   | Cirkus              |  |